# Andinoacara coeruleopunctatus
Espèce
Synonymes
- Aequidens coeruleopunctatus

Andinoacara coeruleopunctatus est un poisson d'eau douce de la famille des Cichlidés qui se rencontre en Amérique centrale.

## Description
Andinoacara coeruleopunctatus mesure jusqu'à 14,5 cm.